# Audi Q5 e-tron
Audi Q5 e-tron – elektryczny samochód osobowy typu SUV klasy wyższej produkowany pod niemiecką marką Audi od 2021 roku.

## Historia i opis modelu

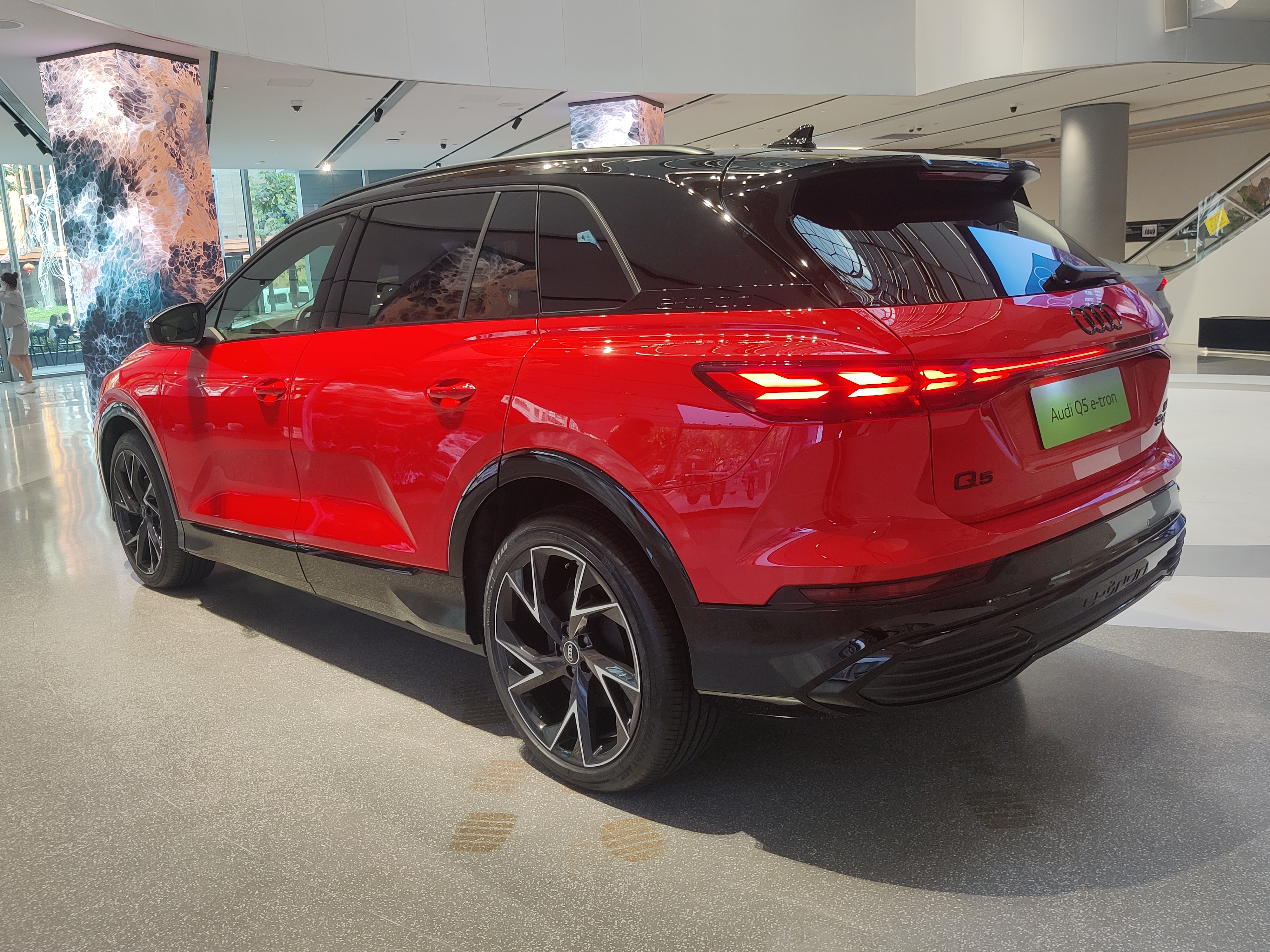
Audi Q5 e-tron - tył

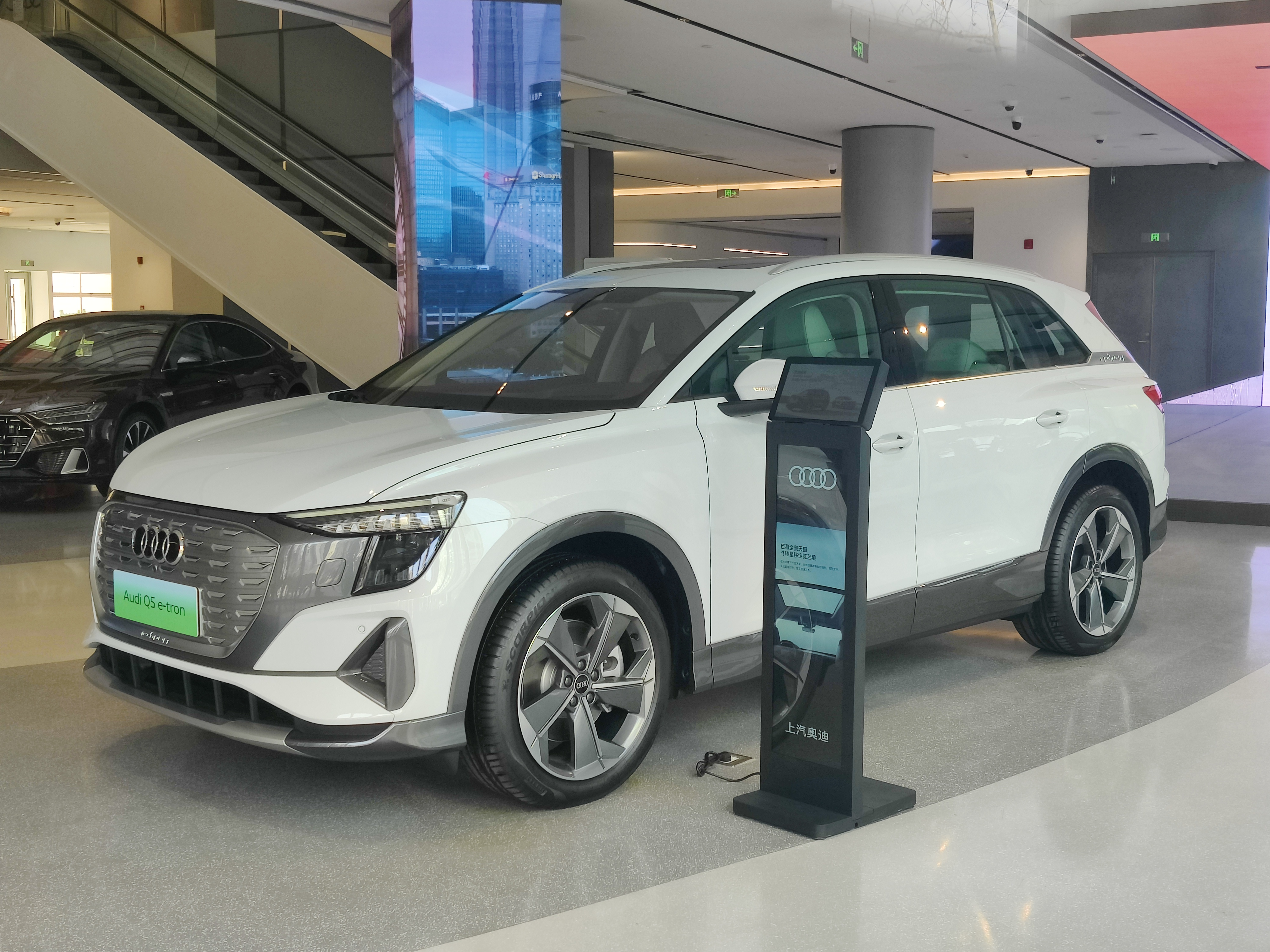
Audi Q5 e-tron w salonie

Podczas targów motoryzacyjnych Guangzhou Auto Show w listopadzie 2021 roku Audi przedstawiło swój pierwszy model zbudowany od podstaw z myślą o chińskim rynku w postaci dużego, elektrycznego SUVa Q5 e-tron opartego na innym regionalnym modelu, Volkswagen ID.6. Podobnie jak on, jak i mniejsze Q4 e-tron, samochód powstał w oparciu o platformę MEB koncernu Volkswagen Group.
Z zewnątrz samochód wyróżniły reflektory w kształcie bumerangów wyposażone w technologię adaptacyjnego oświetlnoia Matrix LED. Ponadto, pojazd przyozdobiła duża sześciokątna imitacja atrapy chłodnicy, a także plastikowe nakładki na progi. Deska rozdzielcza została w całości zapożyczona z mniejszego Audi Q4 e-tron. Dzięki zastosowaniu modułowej platformy, Q5 e-tron zostało wyposażone w obszerną kabinę pasażerską mogącą pomieścić do 7 pasażerów w trzech rzędach siedzeń.

### Sprzedaż
Audi Q5 e-tron zostało opracowane jako model specjalnie z myślą o rynku chińskim, gdzie do klientów będzie ono dostarczane z zakładów SAIC-Volkswagen w mieście Anting poczynając od przełomu 2021 i 2022 roku. Dla rynków globalnych Audi przewidziało inny, zbudowany wspólnie z Porsche model Q6 e-tron.

### Dane techniczne
Jako samochód w pełni elektryczny, Q5 e-tron napędza silnik w wariantach mocy 201 lub 302 KM, przenosząc moc kolejno na przednią lub obie osie. Audi przewidziało również dwa rozmiary baterii: mniejszą 63,2 kWh umożliwiającą zasięg maksymalny ok. 420 kilometrów lub większą 83,4 kWh pozwalającą na jednym ładowaniu pokonać 560 kilometrów.